# Trzęsienie ziemi w Canterbury (2011)
Trzęsienie ziemi w Canterbury (2011) – trzęsienie ziemi o magnitudzie 6,1, którego epicentrum znajdowało się na wschodnich wybrzeżach Nowej Zelandii, w pobliżu miasta Lyttelton, około 4 km od miasta Christchurch w regionie administracyjnym Canterbury. Główny wstrząs nastąpił 22 lutego 2011 roku o godzinie 12:51 czasu lokalnego (godzina 23:51 21 lutego 2011 UTC) i był najsilniejszym wstrząsem wtórnym trzęsienia ziemi w Canterbury od 4 września 2010 roku. W wyniku trzęsienia ziemi zginęło 185 osób.

## Reakcja międzynarodowa
W imieniu Parlamentu Europejskiego wyrazy solidarności z Nowozelandczykami przekazał Jerzy Buzek.